# Metropolia di Neocesarea

Mappa delle sedi metropolitane del patriarcato di Costantinopoli in Anatolia attorno al 1880.

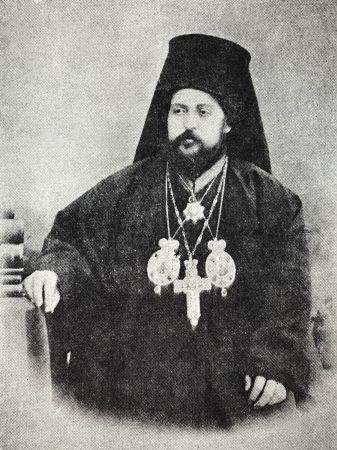
Agatangelo Konstantinidis, ultimo metropolita residente di Neocesarea.

La metropolia di Neocesarea (in greco Μητρόπολις Νεοκαισαρείας?, Mitrópolis Neokaisareias) è una sede soppressa del patriarcato di Costantinopoli.

## Storia
Neocesarea, corrispondente all'odierna città di Niksar in Turchia, fu un'antica diocesi nella provincia romana del Ponto Polemoniaco, istituita nel III secolo ed elevata a sede metropolitana nel IV secolo. Faceva parte del patriarcato di Costantinopoli.
Il Martirologio Romano ricorda i seguenti santi e martiri di Neocesarea del Ponto: Troadio (2 marzo), Atenodoro vescovo (7 novembre), Gregorio Taumaturgo (17 novembre). Il Vetus Martyrologium Romanum ricorda inoltre Macrina (14 gennaio).
Nella Notitia Episcopatuum dello pseudo-Epifanio, composta durante il regno dell'imperatore Eraclio I (circa 640), la sede di Neocesarea è elencata al 17º posto nell'ordine gerarchico delle metropolie del patriarcato di Costantinopoli; in questa Notitia le sono attribuite quattro diocesi suffraganee: Trebisonda, Cerasonte, Polemonio e Comana.
Nella Notitia Episcopatuum attribuita all'imperatore Leone VI (inizio X secolo) la situazione della provincia è leggermente mutata: Neocesarea è passata al 18º posto fra le metropolie del patriarcato di Costantinopoli; le diocesi suffraganee sono quelle di Cerasonte, Polemonio e Comana; viene menzionata una sede nuova, assente nella Notitia di tre secoli prima, ossia Rizeo, sede arcivescovile autocefala. La sede di Trebisonda fin dall'VIII secolo è stata elevata al rango di sede metropolitana; nella Notitia è al 33º posto fra le metropolie del patriarcato.
Tra i suoi vescovi si ricorda soprattutto san Gregorio, detto il taumaturgo, insigne teologo. Tra il 314 ed il 315 si celebrò a Neocesarea un sinodo di vescovi, di cui ci restano quindici canoni riguardanti la disciplina ecclesiastica.
Durante l'occupazione ottomana della regione, i metropoliti spostarono la loro residenza prima a Tokat, e poi a Ünye. Il 19 gennaio 1630, il sinodo patriarcale di Costantinopoli decise la soppressione della metropolia di Gangra e la sua unione con quella di Neocesarea, il cui territorio si venne così a costituire di due porzioni non contigue tra loro, separate dal territorio della metropolia di Amasea.
L'arcidiocesi sopravvisse fino al XX secolo. A seguito del trattato di Losanna, per porre fine alla guerra greco-turca, nel 1923 fu attuato uno scambio di popolazioni tra Grecia e Turchia che portò alla totale estinzione della presenza cristiana ortodossa nel territorio dell'arcidiocesi.
Il titolo di metropolita di Neocesarea è ancora assegnato dal patriarcato di Costantinopoli, ma è un semplice titolo vescovile non residenziale.

## Cronotassi

### Periodo romano e bizantino
- San Gregorio Taumaturgo † (circa 240 - 264 dimesso)
- Longino † (prima del 314 - dopo il 325)
- Teodolo † (menzionato nel 344)
- San Musonio † (all'epoca di Basilio Magno)
- Atarbio † (menzionato nel 381)
- Doroteo † (prima del 448 - dopo il 451)
- Evippo † (menzionato nel 458)
- Bosforio † (prima del 536 - dopo il 553)
- Costantino † (prima del 691 - dopo il 692)[7]
- Giovanni † (VII / VIII secolo)[8]
- Gregorio II † (prima del 754 - dopo il 787)[9]
- San Tommaso † (? - circa 812 deceduto)[10]
- Stiliano † (prima dell'880 circa - dopo l'886)
- Michele † (IX secolo)[11]
- Costantino † (IX / X secolo)[12]
- Leonzio † (IX / X secolo)[13]
- Zaccaria † (X secolo)[14]
- Basilio † (documentato tra il 920 e il 944/945)[15]
- Niceforo † (documentato tra il 927 e il 931)[16]
- Nicola † (documentato tra X e XI secolo)[17]
- Anonimo † (X / XI secolo)[18]
- Anonimo † (menzionato nel 1017)
- Anonimo † (menzionato nel 1023)[19]
- Teofane † (menzionato nel 1027)[20]
- Teofilatto † (menzionato nel 1028)[21]
- Teodolo † (menzionato nel 1039)[22][23]
- Anonimo † (prima metà dell'XI secolo)
- Mosé † (XI secolo)[24]
- Zaccaria † (XI secolo)[25]

### Periodo selgiuchide, ottomano e turco
- Michele † (prima del 1072 - 1078 dimesso)[26]
- Gregorio † (prima del 1079 - dopo il 1094)[27]
- Abramo ? † (XI/XII secolo)[28]
- Niceforo † (menzionato nel 1147)[29]
- Costantino † (prima del 1153 - dopo il 1157)[30][31]
- Basilio † (prima del 1166 - dopo il 1177)[32][33]
- Costantino Melissopetriotes † (XII/XIII secolo)[34]
- Costantino † (menzionato nel 1260)[30]
- Basoe † (menzionato nel 1294)[35]
- Metrofane † (maggio 1607 - ?)[36]
- Beniamino † (ottobre 1610 - ?)
- Benedetto † (prima del 1623 - 18 maggio 1623 dimesso)
- Metrofane † (18 maggio 1623 - ?)
- Partenio † (? - 1630 dimesso)
- Anonimo † (19 gennaio 1630 - ?)
- Cristoforo † (25 settembre 1643 - 1645 deceduto)
- Samuele † (18 maggio 1645 - 1655 deposto)
- Cirillo † (novembre 1655 - 1677 deposto)
- Arsenio † (13 ottobre 1677 - ?)
- Ignazio † (prima metà del XVIII secolo)[37]
- Giacomo † (prima metà del XVIII secolo)[37]
- Gregorio † (prima metà del XVIII secolo)[37]
- Cosma † (menzionato nel 1748)
- Daniele † (? - prima di novembre 1773 deceduto)
- Ignazio † (novembre 1773 - dopo giugno 1783)
- Isaia † (maggio 1793 - 1801 deceduto)[38]
- Melezio † (marzo 1801 - maggio 1816 eletto metropolita di Cesarea)
- Cirillo † (maggio 1816 - 1850 deceduto)
- Leonzio † (4 maggio 1850 - 7 novembre 1864 sospeso)
- Ieroteo Fintias † (7 novembre 1864 - 29 agosto 1868 sospeso)
- Leonzio † (29 agosto 1868 - 1º novembre 1868 deceduto) (per la seconda volta)
- Melezio Kavasilas † (18 novembre 1868 - 3 aprile 1872 eletto metropolita di Eno)
- Ieroteo Fintias † (3 aprile 1872 - 25 agosto 1883 deceduto) (per la seconda volta)
- Costanzo Isaakidis † (3 settembre 1883 - 15 luglio 1895 eletto metropolita di Veria e Naoussa)
- Alessandro Rigopoulos † (15 luglio 1895 - 18 ottobre 1903 eletto metropolita di Salonicco)
- Ambrogio Stavrinos † (18 ottobre 1903 - 25 aprile 1911 eletto metropolita di Cesarea)
- Policarpo Psomiadis † (28 aprile 1911 - 13 ottobre 1922 eletto metropolita di Xanthi e Periteorio)
- Agatangelo Konstantinidis † (25 ottobre 1922 - 20 marzo 1924 eletto metropolita delle isole dei Principi)
- Ambrogio Stavrinos † (22 marzo 1924 - 24 ottobre 1929 eletto metropolita di Derco) (per la seconda volta)
- Crisostomo Koronaios † (7 maggio 1944 - 22 luglio 1950 eletto metropolita di Lero)
- Crisostomo Koronaios † (25 agosto 1951 - 27 novembre 1976 deceduto) (per la seconda volta)[39]